# 川口短期大学
川口短期大学（かわぐちたんきだいがく、英語: Kawaguchi Junior College）は、埼玉県川口市木曽呂1511に本部を置く日本の私立短期大学。1987年創立、1987年大学設置。大学の略称は川短。 

## 概観

### 大学全体
- 埼玉県川口市に所在する日本の私立短期大学で、設置主体は学校法人峯徳学園。
- 1987年にビジネス系の単科短大として入学定員100名体制で開学し[1]、女子のみの受け入れだったが、2000年度より共学化。
- 2008年度より保育系の学科が設置され2学科に拡大している。系列校である埼玉学園大学が隣接されている。

### 教育および研究
- 川口短期大学は、開学当初よりビジネス実務教育に力をいれており、ビジネス実務学科には「企業ビジネス」「金融ビジネス」「心理・医療ビジネス」「スポーツ・健康ビジネス」「観光ビジネス」の5つの各履修モデルが存在する。
- 2006年度より授業の一環で、カナダのメトロバンクーバーにあるダグラス・カレッジでの海外研修が行われている。
- 2008年度よりこども学科を新設し、保育者養成にも力をいれている。（元来、母体である峯徳学園は川口幼稚園、東川口幼稚園を経営している）

### 学風および特色
- 川口短期大学では少人数教育が行われている。
- 資格取得の支援・キャリア支援に力を入れている。
- 系列の埼玉学園大学との単位互換制度がある。

## 沿革
- 1986年
  - 12月23日 - 左記を以て文部省[注 1]より短期大学の設置が認可される[2]。
- 1987年
  - 4月1日 - 川口短期大学が以下の学科体制にて開学する[3]。
    - 経営実務科 入学定員100名

  - 5月1日 - 学生数[4]/定員[5]
    - 経営実務科 144[注釈 1]/100
- 1988年
  - 5月1日 - 学生数[6]/定員
    - 経営実務科 293[注釈 1]/200
- 1990年
  - 4月1日 - 経営実務科の入学定員を100[7]→200[8]に増員[9]。
  - 5月1日 学生数[10]/定員
    - 経営実務科 446[注釈 1]/300
- 1991年
  - 5月1日 - 学生数[11]/定員
    - 経営実務科 739[注釈 1]/400
- 1992年
  - 5月1日 - 学生数/[注 2]定員
    - 経営実務科 965[注釈 1]/400
- 1993年
  - 5月1日 - 学生数[14]/定員
    - 経営実務科 1030[注釈 1]/400
- 1999年
  - 5月1日 - 学生数[15]/定員
    - 経営実務科 687[注釈 1]/M
- 2000年
  - 4月1日 - 男子共学とする。
- 2004年
  - 4月1日 - 経営実務科の入学定員を200→140に減員[16]。
- 2006年
  - 4月1日 - 経営実務科をビジネスキャリア開発学科に改組[17]。
- 2008年
  - 4月1日 - ビジネスキャリア開発学科をビジネス実務学科に改組[18]。
  - 同 - 以下の学科を新設する[18]。
    - こども学科 入学定員150
- 2010年
  - 4月1日 - こども学科に小学校教諭二種免許課程設置[19]。

## 基礎データ

### 所在地
- 埼玉県川口市木曽呂1511

### 交通アクセス
- JR武蔵野線東浦和駅下車。

## 教育および研究

### 組織

#### 学科
- ビジネス実務学科
- こども学科

#### 専攻科
- なし

#### 別科
- なし

##### 取得資格について
- ビジネス実務学科では、簿記検定、秘書技能検定、TOEICやMOSなど就職に有利な資格取得の支援を行っている。
- 2008年度新設のこども学科では、保育士資格と幼稚園教諭二種免許状が取得できるためのカリキュラムが組まれている。2010年度入学生より小学校教諭二種免許状も取得できる課程も設置された。それぞれの資格・免許を全て取得することは可能だが、102単位取得しなければならない。

#### 附属機関
- 情報メディアセンター

### 研究
- 川口短期大学 編『川口短大紀要』[20]
- 『川口短期大学研究叢書』[21]ほか。

## 学生生活

### 部活動・クラブ活動・サークル活動
- 川口短期大学のクラブ活動
  - 体育系：バドミントン・バスケットボール・フットサル・軟式野球・バドミントン・テニスほか　
  - 女子軟式野球部は1999年全日本大学女子野球選手権大会において強豪校日本体育大学との決勝戦1対4の惜敗で準優勝している大学女子野球界の伝統校である。
  - 文化系：新聞・「華道茶道」ほか

### 学園祭
- 川口短期大学の学園祭は「明暁祭」と呼ばれ（隣接している埼玉学園大学と合同で行われている、ちなみに埼玉学園大学の学園祭は埼学祭と呼ばれている）、毎年、概ね10月に行われている。

## 施設

### キャンパス
- 川口短期大学には短大独自の校舎があり、鉄筋5階となっている。菜園がある。

## 対外関係

### 他大学との協定

#### カナダ
- ダグラス大学

### 系列校
- 埼玉学園大学
- 川口幼稚園
- 東川口幼稚園

## 卒業後の進路について

### 編入学･進学実績
- 系列の埼玉学園大学以外では、ノースアジア大学・宇都宮共和大学・作新学院大学・跡見学園女子大学・十文字学園女子大学・淑徳大学・城西国際大学・尚美学園大学・平成国際大学・川村学園女子大学・聖徳大学・東京情報大学・東洋学園大学・日本橋学館大学・嘉悦大学・国士舘大学・駿河台大学・高千穂大学・東京経済大学・東京女学館大学・産業能率大学・長岡大学・健康科学大学・長野大学・大阪経済法科大学・太成学院大学などがある。